# الانقسام الصيني الألباني
الانقسام الصيني الألباني هو التدهور التدريجي في العلاقات بين جمهورية ألبانيا الشعبية الاشتراكية وجمهورية الصين الشعبية في الفترة 1972-1978. ساند كلا البلدين بعضهما البعض في الانقسام السوفيتي الألباني والصيني السوفياتي، إذ أعلنا معًا ضرورة الدفاع عن الماركسية اللينينية ضد ما اعتبروه تحريفًا سوفييتيًا داخل الحركة الشيوعية الدولية. ولكن بحلول أوائل سبعينيات القرن العشرين، تعمقت الخلافات الألبانية مع جوانب معينة من السياسة الصينية مع الزيارة التي قام بها نيكسون إلى الصين إلى جانب الإعلان الصيني عن «نظرية العوالم الثلاثة» التي أسفرت عن مخاوف قوية لدى زعامة ألبانيا تحت قيادة أنور خوجة. رأى خوجة في هذه الأحداث تحالفًا صينيًا ناشئًا مع الإمبريالية الأمريكية وتخليًا عن النزعة الدولية البروليتارية. في عام 1978، قطعت الصين علاقاتها التجارية مع ألبانيا مشيرةً إلى إنهاء التحالف غير الرسمي الذي كان قائمًا بين الدولتين.

## الأصول

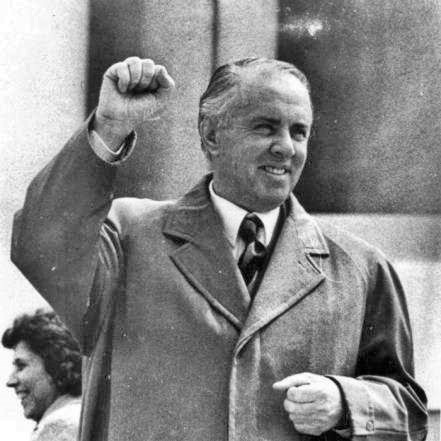
الزعيم الألباني أنور خوجة، عام 1971

في سبتمبر 1956، ترأس أنور خوجة وفدًا من اللجنة المركزية لحزب العمل الألباني في المؤتمر الوطني الثامن للحزب الشيوعي الصيني. كتب بعد سنوات من انطباعاته عن البلاد قبل الزيارة، مشيرًا:
تابعنا بتعاطف الحرب العادلة للشعب الصيني الشقيق ضد الفاشيين والمعتدين اليابانيين، وردة فعل شيانج كاي شيك والتدخل الأمريكي... وعرفنا أيضًا أن ماو تسي تونغ كان على رأس الحزب الشيوعي الصيني الذي لم تكن لدينا معلومات عنه شخصيًا وعن الحزب الذي قاده أيضًا سوى ما سمعناه من الرفاق السوفييت. وخلال هذه الفترة وبعد عام 1949 لم تكن لدينا الفرصة لقراءة أي من أعمال أو كتابات ماو تسي تونغ الذي قيل أنه فيلسوف وكتب سلسلة كاملة من الأعمال. وقد رحبنا بانتصار الأول من أكتوبر 1949 بسعادة صادقة، وكنا من أوائل البلدان التي اعترفت بالدولة الصينية الجديدة وأقامت علاقات أخوية معها. وعلى الرغم من أن إمكانيات وسبل أكبر باتت متاحة الآن أمام اتصالات وصلات أكثر تواترًا وأوثق بين بلدينا، بقيت هذه الروابط على مستوى العلاقات الودية والثقافية والتجارية وإرسال وفد من الدرجة الثانية والدعم المتبادل وفقًا للمناسبة من خلال الخطب والبيانات العامة وتبادل البرقيات بالمناسبات والاحتفالات بالذكرى السنوية، ولا شيء أكثر من ذلك تقريبًا.
إن رد اعتبار خروتشوف لجوسيف بروز تيتو ويوغوسلافيا و«خطابه السري» المندد بجوزيف ستالين في فبراير 1956 قد وضع القيادة السوفييتية في خلاف مع نظيرتها الألبانية. وفقًا للألبان، كان نهج مجموعة خروتشوف إزاء المحرفين اليوغسلافيين وتشويه سمعة جوزيف ستالين من أولى التشويهات العلنية لستالين ذات طابع أيديولوجي وسياسي والتي عارضها حزب العمل الألباني. بعد وصوله إلى بكين في 13 سبتمبر، عقد خوجة اللقاء الأول (والوحيد) مع ماو تسي تونغ بين جلسات مؤتمر الحزب. دار أول سؤالين لماو حول الروابط اليوغوسلافية-الألبانية ورأي الألبان بستالين. ورد خوجة بأن علاقات ألبانيا مع يوغوسلافيا كانت «باردة» وقدم إلى ماو «عرضًا موجزًا يتناول بعض اللحظات الرئيسية للنشاط المناهض للألبان والماركسية الذي تقوم به القيادة اليوغوسلافية». وفيما يتعلق بموضوع ستالين، قال خوجة إن حزب العمل يعتبره «قائدًا ذا مزايا عظيمة وشاملة جدًا وتلميذًا مخلصًا للينين وحاملًا لشعلته». وجادل ماو بأن قرار المكتب الإعلامي الشيوعي لعام 1948 بطرد يوغوسلافيا كان خاطئًا، وأكد أيضًا ما اعتبره أخطاء ستالين فيما يتعلق بالصين.
استذكر خوجة فيما بعد بأن «انطباعاتنا من هذا الاجتماع لم تكن كما كنا نتوقع... وقد شعرنا بخيبة أمل خاصة إزاء الأشياء التي سمعناها من ماو عن مكتب الإعلام وستالين والمسألة اليوغوسلافية. ومع ذلك، تفاجأنا وقلقنا أكثر من أي وقت مضى من أعمال الكونغرس الثامن. فقد استند برنامج هذا المؤتمر برمته إلى أطروحات المؤتمر العشرين للحزب الشيوعي للاتحاد السوفياتي، في الواقع إن أطروحات خروتشوف ذهبت في اتجاهات معينة أبعد من ذلك... وبصرف النظر عن الأشياء الأخرى، ففي التقارير التي قدمها ليو شاوتشي ودينج شياو بينج وتشوان لاي الملقاة تباعًا في المؤتمر الثامن دافعوا فيها وأكدوا الالتزام الدائم للحزب الشيوعي الصيني من أجل التعاون المكثف مع البرجوازية والكولاك، (جادلوا) تأييدًا للمباركة العظيمة التي ستلحق (الاشتراكية) من معاملة الرأسماليين والتجار والمثقفين البرجوازيين بشكل جيد ووضعهم في مناصب قيادية عالية، وروجوا بقوة لضرورة التعاون بين الطبقة العاملة والبرجوازية الوطنية، وبين الحزب الشيوعي والأحزاب القومية الديمقراطية الأخرى في ظروف الاشتراكية وما إلى ذلك. في الواقع حملة (المئة وردة) و(مدارس الفكر المئة) لماو تسي تونغ... قد شكلت البديل الصيني للنظرية التحريفية-البرجوازية بشأن (حرية تداول الأفكار والأشخاص) وبشأن التعايش بين مجموعة كبيرة من الأيديولوجيات والاتجاهات والمدارس والزمر داخل نطاق الاشتراكية».
ووفقًا لخوجة، أعلن ماو في المؤتمر الدولي للأحزاب الشيوعية والعمال لعام 1957 أنه «لو كان ستالين هنا لكان صعبًا علينا التحدث هكذا. وعندما التقيت بستالين، انتابني شعور التلميذ الواقف أمام معلمه، بينما كنا نتحدث بحرية مع الرفيق خروتشوف كرفاق متساوين» وأدان «مجموعة مناهضة الأحزاب» لمولوتوف وغيره. وادعى خوجة أيضًا أن ماو قد أعرب عن أسفه لرفض يوغوسلافيا حضور المؤتمر، إذ تحدث ماو عن «الماركسيين الصميميين بنسبة 100%، وغيرهم من الماركسيين 80% أو 70% أو 50%، في الواقع ثمة من لا يكونوا ماركسيين سوى بنسبة 10%. وينبغي لنا أن نتكلم حتى مع الماركسيين 10%، لأن ذلك لا يعود علينا سوى بالنفع. لماذا لا نجتمع -اثنان أو ثلاثة منا- في غرفة صغيرة ونتحدث عن الأمور؟ لماذا لا نتحدث انطلاقًا من الرغبة في الوحدة؟ «ويرى خوجة أن رفض اليوغسلافيين الحضور، وكذلك رغبات السوفييت والصينيين في تعزيز مكانتهم في الحركة الشيوعية العالمية استجابة للأحداث التي وقعت خلال العام الماضي قد أسفر عن حالة «كان فيها إعلان موسكو لعام 1957 [الصادر عن المؤتمر]  وثيقة جيدة بشكل عام» نظرًا لتركيزه على معارضة التحريفية التي وجد كل من السوفييت والصينيين أنه من المفيد التشديد عليها آنذاك.
وفقًا لويليام إي. غريفيث، فإن الموقف الصيني من الشؤون الدولية بدأ يتحول نحو اليسار بسبب التناقضات العميقة مع الاتحاد السوفييتي وفشل حملة المئة وردة في الداخل. «فقط عندما قرر الصينيون عام 1957 وبشكل علني عام 1960 تحدي الهيمنة السوفيتية على الكتلة [الشيوعية] لم ينظروا بجدية إلى الحلفاء الذين كانوا مستعدين وراغبين بدعمهم». بحلول عام 1960 وجد الألبان أنفسهم في اتفاق أيديولوجي مع الصينيين حسبما تشير إليز بيبيراج: «كان الصينيون قد انتقدوا خروتشوف لتقاربه مع تيتو واعتبروا أن تسامح يوغسلافيا مع (التحريفية) خطير على الكتلة الشيوعية برمتها... وعلى الرغم من أن بذور الصراع الصيني السوفييتي قد زرعت في عهد ستالين، فقد برزت اختلافات سياسية بين بكين وموسكو خلال منتصف وأواخر الخمسينيات بالتزامن مع تدهور العلاقات الألبانية السوفيتية»
في نوفمبر 1960 ، كان من المقرر عقد المؤتمر الدولي الثاني للأحزاب الشيوعية والعمال، وأنشئت لجنة في أكتوبر للتحضير له. بيد أن الوفد الألباني برئاسة حسني كابو والوفد الصيني برئاسة دينج شياو بينج كانا على خلاف؛ وانتقد خطاب كابو أمام اللجنة التعامل السوفييتي مع مؤتمر بوخارست وهجماته على الصين، في حين صرّح دينغ «لن نتحدث عن جميع القضايا... ولن نستخدم مصطلحات مثل 'الانتهازية'  أو 'التحريفية' وما إلى ذلك». لم يشعر كابو أو رامز علياء (عضو آخر في الوفد) بصحة هذا الموقف، إذ أرسل خوجة رسائل إلى الوفد يدعو فيها خطابات دينغ «بالمتخاذلة» وأجاب قائلاً: «إنها لا تهدف لحل المسألة نهائيًا... إنها تهدف لتصحيح ما يمكن إصلاحه وترك الباقي ليصلحه الزمن... لو كنت مكان السوفييت، لقبلت الحقل الذي يفتحه لي الصينيون لأنني سأجد هناك العشب الجيد ويمكنني الرعي كيفما أشاء». ثم كتب علياء على خلفية موضوع المبادئ «كان الصينيون قلقين فقط بشأن (عصا كوندكتر) السوفييت التي أرادوا كسرها، ولم يذهبوا أبعد من ذلك».
ومع ذلك، أشار خوجة بعد سنوات فيما يتعلق بانهيار العلاقات بين الصين والاتحاد السوفييتي «كنا واضحين تمامًا بأن (الاتحاد السوفييتي) لم ينطلق من المواقف المبدئية في الاتهامات التي كان يوجهها ضد الحزب الصيني. ومع اتضاح الأمر أكثر فيما بعد، فإن الخلافات كانت متمحورة حول سلسلة من المسائل المبدئية التي بدا أن الصينيين قد احتفظوا بمواقف صحيحة تجاهها آنذاك. وفي الخطابات الرسمية للقادة الصينيين وفي مقالاتهم المنشورة، وخاصة في الخطاب المعنون (فلتعش اللينينية) عالج الحزب الصيني المشاكل بطريقة صحيحة نظريًا وعارض الخروتشوفيين». وعلى هذا الأساس، دافع عن نشاط الحزب الشيوعي الصيني في المؤتمر «وفعل ذلك بوعي تام من أجل الدفاع عن مبادئ الماركسية-اللينينية وليس لمنحهم في المقابل بعض المصانع والجرارات من قِبل الصين».